# Dianxia, Jiangxi
Dianxia är en köpinghuvudort i Kina. Den ligger i provinsen Jiangxi, i den sydöstra delen av landet, omkring 88 kilometer söder om provinshuvudstaden Nanchang. Antalet invånare är 21 481. Befolkningen består av 10 394 kvinnor och 11 087 män. Barn under 15 år utgör 20,0 %, vuxna 15-64 år 73 %, och äldre över 65 år 6,0 %.
Runt Dianxia är det tätbefolkat, med 266 invånare per kvadratkilometer. Närmaste större samhälle är Tielu, 19,7 km öster om Dianxia. I omgivningarna runt Dianxia växer i huvudsak blandskog.
Genomsnittlig årsnederbörd är 2 267 millimeter. Den regnigaste månaden är juni, med i genomsnitt 364 mm nederbörd, och den torraste är oktober, med 22 mm nederbörd.